# Michel Charréard
Michel Charréard (né le 10 juillet 1959 à Vienne, Isère) est un coureur cycliste français, professionnel en 1983 et 1984.

## Palmarès
- 1980
  - 2e étape des Trois Jours de Vendée
- 1981
  - Grand Prix de Saint-Étienne Loire
- 1982
  - Circuit du Printemps nivernais
  - Chrono Madeleinois
  - 3e du Grand Prix des Nations amateurs
- 1984
  -  Champion de France de l'américaine (avec Vincent Lavenu)
  - 3eb étape du Tour du Vaucluse

## Résultats sur les grands tours

### Tour de France
1 participation
- 1984 : 117e